# Say Yes to Heaven
"Say Yes to Heaven" é uma canção da cantora e compositora estadunidense Lana Del Rey. É  uma faixa descartada das sessões de gravação do seu terceiro álbum de estúdio Ultraviolence (2014). Depois da canção ter vazado online e se tornado um viral no TikTok, a mesma foi lançada como single oficial em 19 de maio de 2023, através das gravadoras Polydor e Interscope. Composta por Del Rey e Rick Nowels, "Say Yes to Heaven" é uma canção "sonhadora" com suaves arpejos de guitarra e toques de pandeireta.

## Antecedentes e lançamento
A canção foi composta em 2012 por Del Rey e Rick Nowels. Foi concebida em 2013 durante as gravações de seu terceiro álbum de estúdio, Ultraviolence (2014), mas não entrou na lista final de alinhamento. Partes e trechos da faixa começaram a circular na internet em 2016. "Say Yes to Heaven", alternativamente conhecida simplesmente como "Yes to Heaven", acabou vazando totalmente na internet em outubro de 2020 e ganhou uma grande viralidade nos dois anos seguintes. Particularmente em 2022, a faixa viu um aumento de popularidade com uma versão sped-up disponibilizada. Em março de 2023, os direitos autorais da canção foram reivindicados pela UMG e pela Polydor, gerando especulações sobre um lançamento iminente.
A canção foi lançada oficialmente como single em 19 de maio de 2023, acompanhada pela versão sped-up usada frequentemente.

## Composição e recepção
"Say Yes to Heaven" é uma canção de dream pop e downbeat que apresenta arpejos "suaves" de guitarra e toques de pandeireta. A produção minimalista incorpora bateria silenciosa, cordas, e uma paisagem sonora "sonhadora". Liricamente, ela encoraja seu pretendente a "arriscar no amor" e fugir com ela, usando muitas interpretações líricas encontradas nas canções mais antigas de Del Rey, como "vestido vermelho", "paraíso" e "dança". A escritora Sophia June da Nylon disse que a faixa tem uma melodia "semelhante a uma canção de ninar", mas "repetitiva" e é liricamente preenchida com "imagens românticas". Jo Vito da Consequence afirmou que a canção se difere dos cortes originais vazados, mas capta um "mau humor" semelhante. Da mesma forma, Jonathan Cohen da Spin achou "um pouco diferente" das versões vazadas, mas manteve o "fascínio nebuloso" por causa das guitarras reverberadas da música e dos vocais característicos de Del Rey.

## Desempenho comercial
Após seu lançamento como single, "Say Yes to Heaven" estreou na posição de número 9 no Reino Unido; se tornou a primeira entrada solo de Del Rey dentro do top 10 em quase uma década e sua canção de maior sucesso como artista principal, empatada com "Video Games" e "Born to Die". Na Austrália, a faixa marcou a primeira entrada solo de Del Rey no top 20 desde "Summertime Sadness" em 2013. Em outros lugares, a canção estreou nas tabelas musicais de vários países em todo o mundo: alcançou o pico no top 10 da Irlanda (8), e Nova Zelândia (10), e alcançou ainda o top 30 da Lituânia (21), Noruega (25), e Suécia (28).

## Créditos
- Lana Del Rey – composição, vocais
- Rick Nowels – composição, produção, guitarra elétrica, órgão Hammond
- Patrick Warren – guitarra, marimba, cordas
- Dean Reid – programação de bateria, mixagem
- Kieron Menzies – engenharia
- John Christopher Fee – engenharia
- Trevor Yasuda – engenharia
- Rocci – engenharia
- Tim Pierce – guitarra elétrica
- Brian Griffin – percussão
- Roy English – programação de bateria
- Ruairi O'Flaherty – masterização

## Desempenho nas tabelas musicais
| Tabela (2023)                                       | Melhor posição |
| --------------------------------------------------- | -------------- |
| Alemanha (Official German Charts)                   | 41             |
| Austrália (ARIA)                                    | 20             |
| Áustria (Ö3 Austria Top 40)                         | 36             |
| Canadá (Canadian Hot 100)                           | 34             |
| Chéquia (Singles Digitál Top 100)                   | 19             |
| Coreia do Sul (Circle)                              | 75             |
| Eslováquia (Singles Digitál Top 100)                | 25             |
| Estados Unidos (Billboard Hot 100)                  | 54             |
| Estados Unidos (Billboard Rock & Alternative Songs) | 4              |
| França (SNEP)                                       | 90             |
| Global 200 (Billboard)                              | 18             |
| Grécia (IFPI Greece)                                | 3              |
| Hungria (MAHASZ)                                    | 15             |
| Irlanda (IRMA)                                      | 8              |
| Letônia (LAIPA)                                     | 19             |
| Lituânia (AGATA)                                    | 21             |
| Luxemburgo (Billboard)                              | 25             |
| Noruega (VG-lista)                                  | 10             |
| Nova Zelândia (RMNZ)                                | 10             |
| Países Baixos (Single Top 100)                      | 64             |
| Polônia (Polish Streaming Top 100)                  | 9              |
| Portugal (AFP)                                      | 68             |
| Reino Unido (Official Charts Company)               | 9              |
| Singapura (RIAS)                                    | 23             |
| Suécia (Sverigetopplistan)                          | 18             |
| Suíça (Schweizer Hitparade)                         | 18             |
| Vietnã (Vietnam Hot 100)                            | 21             |

## Histórico de lançamentos
| Região         | Data               | Formato                    | Gravadora          | Ref.   |
| -------------- | ------------------ | -------------------------- | ------------------ | ------ |
| Vários         | 19 de maio de 2023 | Download digital streaming | Interscope Polydor | [ 1 ]  |
| Estados Unidos | 5 de junho de 2023 | Adult alternative radio    | Interscope         | [ 39 ] |
| Estados Unidos | 6 de junho de 2023 | Alternative radio          | Interscope         | [ 40 ] |